# Christerius litoralis
Christerius litoralis is een ringworm uit de familie van de Naididae. De wetenschappelijke naam van de soort is voor het eerst geldig gepubliceerd in 1976 door Erséus.